# Balsamia vulgaris
Balsamia vulgaris är en svampart som beskrevs av Vittad. 1831. Balsamia vulgaris ingår i släktet Balsamia och familjen Helvellaceae.   Inga underarter finns listade i Catalogue of Life.